# Condado de Person
O Condado de Person é um dos 100 condados do estado americano da Carolina do Norte. A sede do condado é Roxboro, e sua maior cidade é Roxboro. O condado possui uma área de 1 047 km² (dos quais 31 km² estão cobertos por água), uma população de 35 623 habitantes, e uma densidade populacional de 35 hab/km² (segundo o censo nacional de 2000). O condado foi fundado em 1791.